# Scott McKean

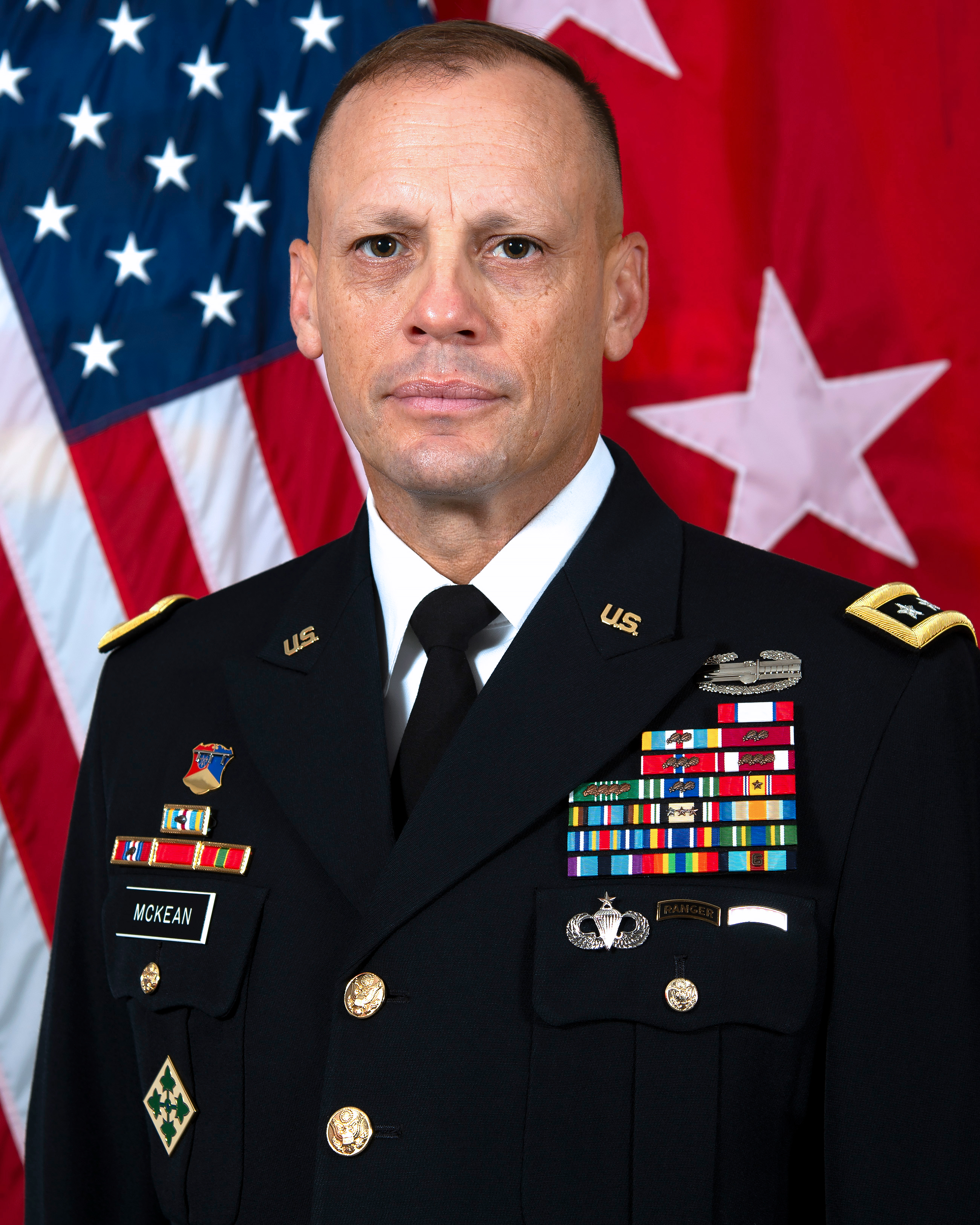
Dennis McKean (2020)

Dennis Scott McKean (* 25. September 1968 im San Mateo County, Kalifornien) ist ein Generalleutnant der United States Army. Er war unter anderem Kommandeur der 2. Infanteriedivision.
Dennis McKean besuchte die öffentlichen Schulen seiner kalifornischen Heimat. In den Jahren 1986 bis 1990 durchlief er die United States Military Academy in West Point. Nach seiner Graduation wurde er als Leutnant den Panzereinheiten zugeteilt. In der Armee durchlief er anschließend alle Offiziersränge vom Leutnant bis zum Drei-Sterne-General.
Im Lauf seiner militärischen Karriere absolvierte McKean verschiedene Kurse und Schulungen. Dazu gehörten unter anderem der Armor Officer Basic Course, der Armor Officer Advanced Course, das Command and General Staff College und das United States Naval War College.
Im Lauf seiner Karriere absolvierte er den für Offiziere in den jeweiligen Rangstufen üblichen Dienst in verschiedenen Einheiten und Standorten. Dazu gehörten auch Aufgaben als Stabsoffizier in verschiedenen Hauptquartieren. McKean kommandierte militärische Einheiten auf fast allen Ebenen. Unter anderem war er in Südkorea stationiert.
Während des Irakkriegs war er Stabsoffizier in einem Bataillon des 67. Panzerregiments das der 4. Infanteriedivision unterstand. Später gehörte er, ebenfalls im Irak, dem Stab dieser Division an, wo er in deren Abteilung G3 für Operationen tätig war. Schließlich wurde er erneut im Irak Bataillonskommandeur beim 66. Panzerregiment.
Nach zwischenzeitlich anderen Verwendungen kehrte er im Jahr 2011 ein weiteres Mal in den Irak zurück, wo er eine der 1. Panzerdivision unterstellte Brigade (4th Armored Brigade Combat Team) kommandierte. Damals wurde der Rückzug der amerikanischen Truppen aus dem Irak eingeleitet und vollzogen. Danach wurde er zum Hauptquartier des United Nations Commands und den US-Truppen in Südkorea versetzt, wo er als Stabsoffizier fungierte. Zwischen Juli 2013 und August 2014 leitete McKean die Stabsabteilung für Operationen G3 der 1. Panzerdivision in Fort Bliss. Dabei war er auch an der Militärmission Operation Spartan Shield im Nahen Osten beteiligt.
Am 2. August 2014 erreichte Dennis McKean mit seiner Beförderung zum Brigadegeneral die Generalsränge. Zwischen September 2014 und Mai 2016 kommandierte er die Panzerschule (United States Army Armor School) und gleichzeitig das United States Army Maneuver Center of Excellence. Danach war er von Mai 2016 bis Mai 2017 Stabsoffizier beim United States Central Command im Irak, wo er die Abteilung für Sicherheitszusammenarbeit leitete (Chief, Office of Security Cooperation-Iraq). Am 2. April 2017 erfolgte seine Beförderung zum Generalmajor.
Im Juli 2017 wurde er nach Südkorea versetzt, wo er das Kommando über die 2. Infanteriedivision erhielt, das er bis Juli 2018 ausübte. Danach war er bis 2020 Stabschef beim United States Central Command dessen Hauptquartier sich auf der MacDill Air Force Base befindet. Am 2. November 2020 erreichte er den Rang des Generalleutnants. Gleichzeitig wurde er stellvertretender Kommandeur des United States Army Futures Commands in Austin in Texas.

## Orden und Auszeichnungen
Dennis McKean erhielt im Lauf seiner militärischen Laufbahn unter anderem folgende Auszeichnungen:
- Army Distinguished Service Medal
- Defense Superior Service Medal
- Legion of Merit
- Bronze Star Medal
- Meritorious Service Medal
- Army Commendation Medal
- Army Achievement Medal
- Joint Meritorious Unit Award
- Valorous Unit Award
- Meritorious Unit Commendation
- Superior Unit Award
- National Defense Service Medal
- Armed Forces Expeditionary Medal
- Iraq Campaign Medal
- Inherent Resolve Campaign Medal
- Global War on Terrorism Expeditionary Medal
- Global War on Terrorism Service Medal
- Korea Defense Service Medal
- Humanitarian Service Medal